# Oglarstvo
Óglarstvo je obrtna dejavnost, ki se ukvarja s pridobivanjem lesnega oglja. Danes je ta obrt že skoraj zamrla, z njo se ukvarja le še peščica oglarjev. Kuhanje oglja poteka v oglarskih kopah na kopiščih.
Na Slovenskem so bile do 19. stoletja glavni porabnik lesnega oglja fužine, pozneje se je oglje večinoma izvozilo v druge dežele, po drugi svetovni vojni pa so ga uporabljali v kovaštvu. Najbolj se je oglarstvo razvilo na Dolenjskem, kjer se še danes ohranja kot tradicionalna in turistično zanimiva dejavnost.